# Fleuve Saint-Jean
Pour les articles homonymes, voir Saint-Jean et Rivière Saint-Jean.
Le fleuve Saint-Jean (anglais : Saint John River) prend sa source dans le nord-ouest du Maine (États-Unis) et au sud du Québec (Canada). Plus long fleuve de l'Est du Canada , il draine un bassin versant qui est l'un des plus importants de la côte est  avec une superficie d'environ 55 000 km².

## Géographie
Le fleuve suit un tracé nord-est avant de bifurquer vers le sud dans la région d'Edmundston, (Nouveau-Brunswick, Canada) et rejoint la rive nord-ouest de la baie de Fundy. Le fleuve Saint-Jean constitue la frontière entre le Canada et les États-Unis en deux endroits. La rivière Saint-Jean Sud-Ouest prend sa source dans le Petit Lac St-Jean près de Saint-Zacharie (Québec) et rejoint la rivière Saint-Jean Nord-Ouest pour former le fleuve St-Jean. Ce dernier se jette dans la baie de Fundy à Saint-Jean (Nouveau-Brunswick).
À la suite de la guerre d'Aroostook, le traité Webster-Ashburton établit une frontière entre le Nouveau-Brunswick et le Maine suivant 130 km du fleuve, tandis qu'un affluent longe 55 km de la frontière entre le Québec et le Maine. Les communautés du Maine situées le long de la rivière comprennent Fort Kent, Madawaska et Van Buren . Au Nouveau-Brunswick, le fleuve traverse Edmundston, Fredericton, Oromocto et Saint John .

### Principaux affluents
Rive gauche (en partant de l'aval) :
- Grande rivière Noire (Big Black River)
- Rivière Chimenticook
- Rivière Noire (Little Black River)
- Rivière Saint-François (Saint Francis River)
- Rivière des Crocs
- Rivière Baker
- Rivière Madawaska
- Rivière Iroquois
- Rivière Verte
- Rivière Quisibis
- Rivière Siegas
- Grande Rivière
- Petite Rivière (Little River)
- Rivière au Saumon (Salmon River)
- Rivière Tobique
- Rivière Monquart
- Rivière Shikutehawk
- Rivière Becaguimec
- Rivière Nackawic
- Rivière Keswick
- Rivière Nashwaak
- Rivière Jemseg

Rive droite (en partant de l'aval) :
- Rivière Fish (Fish River)
- Rivière Aroostook
- Rivière Presqu'île
- Rivière de Chute
- Rivière Meduxnekeag
- Rivière Eel (rivière à l'Anguille)
- Petite rivière Pokiok
- Rivière Oromocto

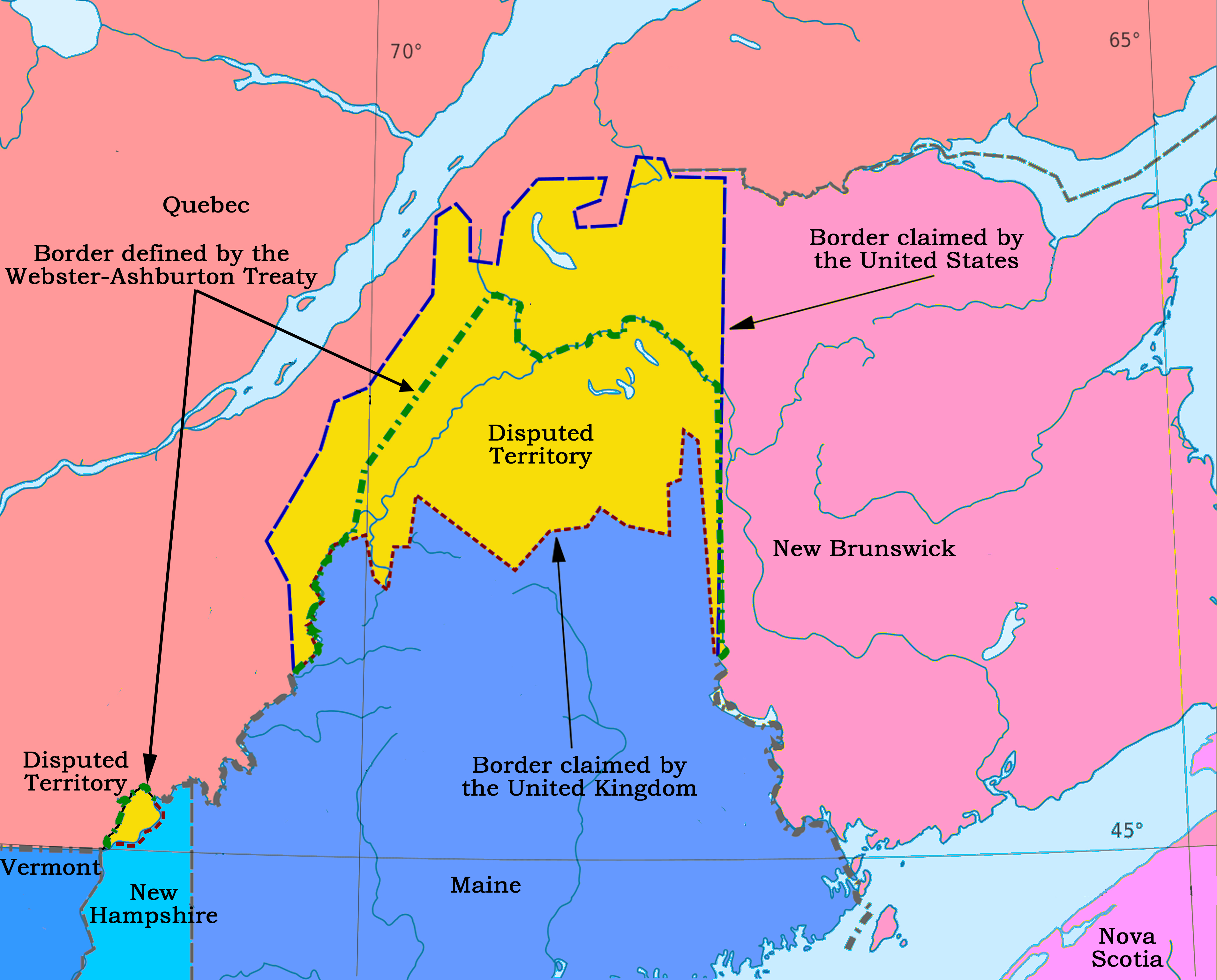
Frontière contestée.

## Toponymie
Marc Lescarbot écrit que cette rivière, explorée par Champlain, est  « ainsi appelée, à mon avis, parce qu'ils arrivèrent le vingt-quatrième juin, qui est le jour et fête de la Saint-Jean-Baptiste ». De nombreuses voies navigables du système conservent leurs noms pré-européens d'origine. Les Malécites l'appellent Wolastoq, signifiant abondant et bon.

## Histoire

### Premières Nations
La vallée du fleuve St-jean était habitée par les Malécites; le village de Meductic était situé près du fleuve. Marc Lescarbot écrit « rivière Sainct Iean, dite par les Sauvages Oigoudi ».

### Établissements acadiens
Samuel de Champlain et Pierre Dugua de Mons explorent une partie du fleuve Saint-Jean en 1604. En 1612 ou avant, les Acadiens fondent Emenenic, un poste de pêche saisonnier, sur l'île Caton. Vers 1619, les Récollets fondent une importante mission à un certain endroit le long du fleuve mais l'abandonnent en 1624,. Le fort La Tour est construit à l'embouchure du fleuve en 1631 par Charles de Saint-Étienne de La Tour. Pierre de Joybert de Soulanges et de Marson obtient une concession à Saint-Jean en 1672 et y vit avec sa famille. La population acadienne à proprement parler reste petite jusqu'au début de la Déportation des Acadiens, en 1755, une situation que William Francis Ganong explique par le faible nombre de marais le long du fleuve que les Acadiens auraient pu assécher avec leur aboiteaux. Dès la déportation, la population est estimée à 600 Acadiens. Plusieurs établissements sont attaqués par les forces de Robert Monckton durant la campagne du fleuve Saint-Jean, à l'hiver 1758-1759.

### Rivière du patrimoine canadien
Le 12 septembre 2013, le fleuve Saint-Jean a été inscrit au réseau des rivières du patrimoine canadien.

## Galerie

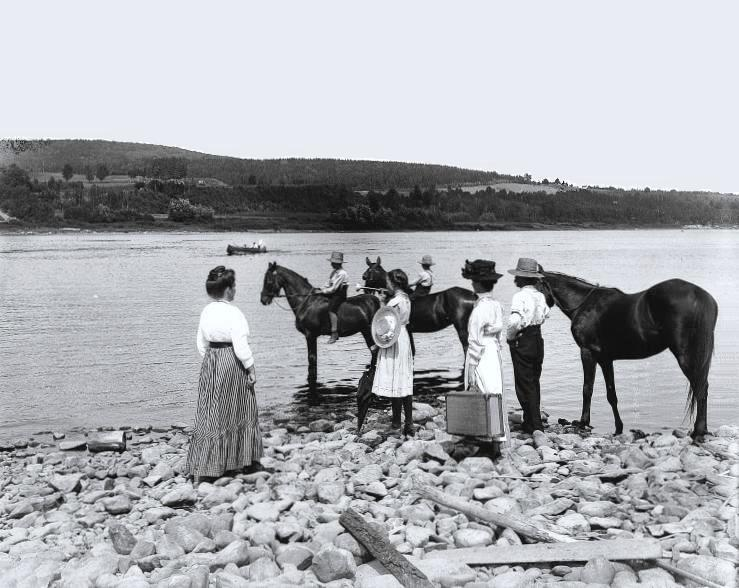
En attendant le traversier, 1915.
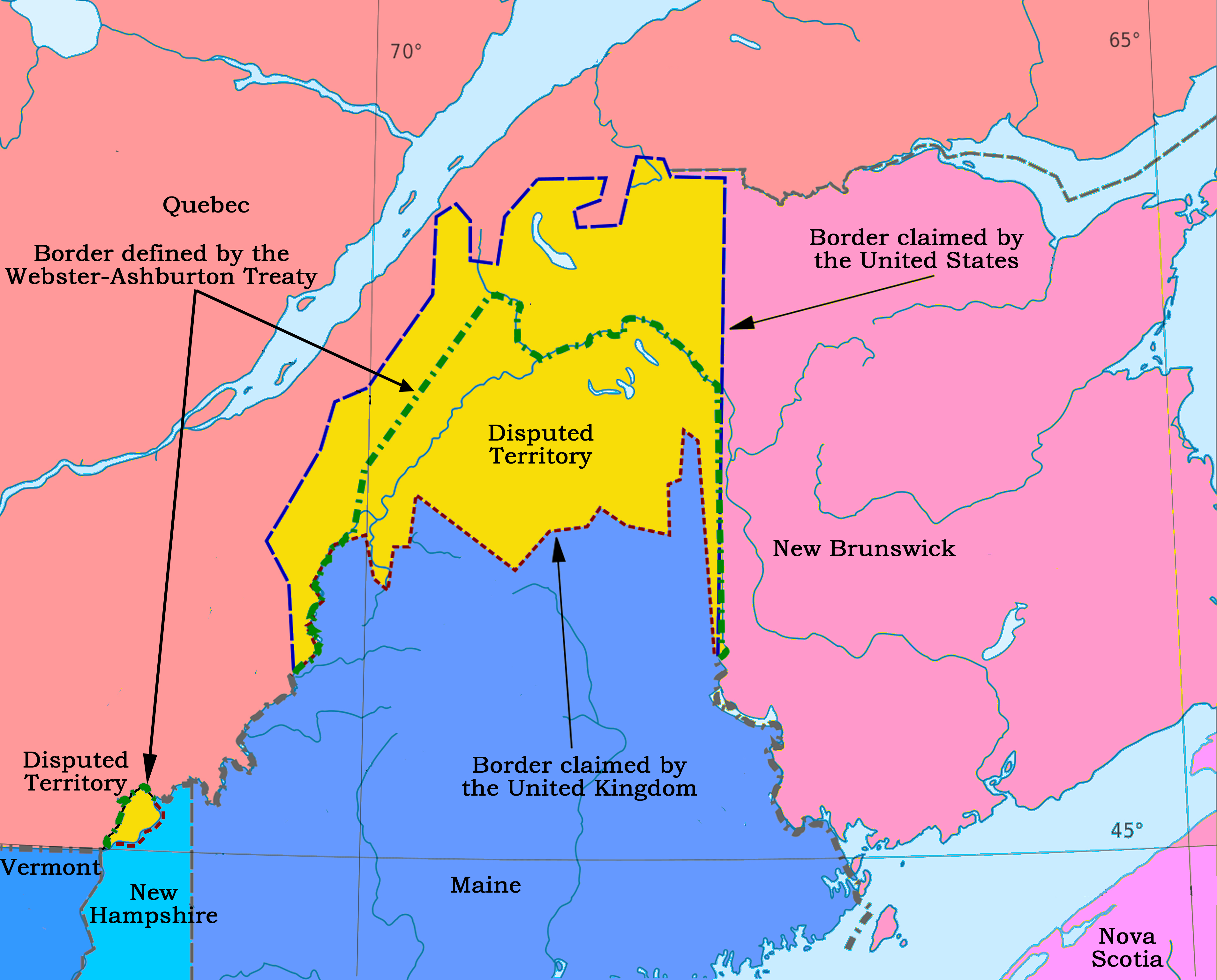
Frontière contestée. La ligne hachurée verte indique la frontière établie par le traité en 1842.